# Герои Социалистического Труда Дагестана
В настоящий список включены:

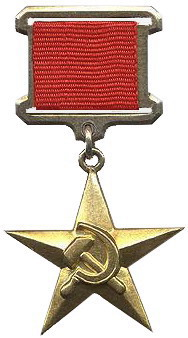
Золотая медаль «Серп и Молот»

- Герои Социалистического Труда, на момент присвоения звания проживавшие на территории современной Республики Дагестан, в том числе в тех районах, которые входили в существовавшую в 1944—1957 годах Грозненскую область, — 90 человек;
- уроженцы Дагестана, удостоенные звания Героя Социалистического Труда в других регионах СССР, — 20 человек;
- Герои Социалистического Труда, прибывшие на постоянное проживание в Дагестан, — 1 человек.

В таблицах отображены фамилия, имя и отчество Героев, должность и место работы на момент присвоения звания, дата Указа Президиума Верховного Совета СССР, отрасль народного хозяйства, место рождения/проживания, а также ссылка на биографическую статью на сайте «Герои страны». Формат таблиц предусматривает возможность сортировки по указанным параметрам путём нажатия на стрелку в нужной графе.

## История
Первой в Дагестане звания Героя Социалистического Труда была удостоена Ханум Магомедова, которой эта высшая степень отличия была присвоена Указом Президиума Верховного Совета СССР от 9 марта 1948 года за получение высокого урожая пшеницы.
Подавляющее большинство Героев Социалистического Труда в Дагестане приходится на сельскохозяйственная отрасль — 73 человека; энергетику — 4; нефтяную промышленность — 3; образование — 2; машиностроение, промышленность стройматериалов, мелиорацию и водное хозяйство, строительство, транспорт, культуру, государственное управление — по 1.

## Лица, удостоенные звания Героя Социалистического Труда в Дагестане
| №  | Фамилия, имя, отчество                   | Даты жизни              | Деятельность | Дата присвоения | Отрасль            | Место рождения           | ГС        |
| -- | ---------------------------------------- | ----------------------- | --- | --------------- | ------------------ | ------------------------ | --------- |
| 1  | Абакаров Сайпула Магомедович             | 22.09.1935 — 10.12.2014 | Бригадир бетонщиков строительства Чирюртовской ГЭС, Дагестанская АССР | 28.05.1960      | энергетика         | Шамильский район         | [ ГС 1 ]  |
| 2  | Абакумова Варвара Фёдоровна              | род. 1925               | *Звеньевая колхоза «Вперёд», гор. Кизляр Грозненской области | 17.09.1949      | сельхоз            | Кизляр                   | [ ГС 2 ]  |
| 3  | Абдулкадыров Ярикбай Шоматович           | 25.01.1901 — 1990       | *Старший чабан племенного овцеводческого совхоза «Червлённые Буруны» Министерства совхозов СССР, Кара-Ногайский район Грозненской области                                 | 09.10.1949      | сельхоз            | Ногайский район          | [ ГС 3 ]  |
| 4  | Абрамов Исай Абрамович                   | 1888 — ????             | Звеньевой колхоза имени Кагановича, гор. Дербент Дагестанской АССР | 27.07.1949      | сельхоз            | Дагестан                 | [ ГС 4 ]  |
| 5  | Авшалумов Ягуда Мишиевич                 | 25.12.1912 — 05.2005    | Звеньевой колхоза имени Молотова, гор. Дербент Дагестанской АССР | 27.07.1949      | сельхоз            | Дербент                  | [ ГС 5 ]  |
| 6  | Адуев Нурмагомед Адуевич                 | 09.05.1925 — 26.03.2002 | Старший чабан колхоза имени Гаруна Саидова Кулинского района Дагестанской АССР                                                                                            | 08.04.1971      | сельхоз            | Кулинский район          | [ ГС 6 ]  |
| 7  | Ажмамбетов Туркмамбет                    | 1896 — ????             | *Старший конюх племенного овцеводческого совхоза «Червлённые Буруны» Министерства совхозов СССР, Кара-Ногайский район Грозненской области                                 | 09.10.1949      | сельхоз            | Ногайский район          | [ ГС 7 ]  |
| 8  | Азизов Гусейн Азизович                   | 25.01.1931 — 17.05.2005 | Буровой мастер конторы разведочного бурения № 3 треста «Дагнефтегазразведка» объединения «Дагнефть» Министерства нефтедобывающей промышленности СССР, Дагестанская АССР   | 23.05.1966      | нефтепром          | Сергокалинский район     | [ ГС 8 ]  |
| 9  | Алиев Булат                              | 1898—1969               | Старший табунщик колхоза имени Тельмана Гунибского района Дагестанской АССР                                                                                               | 15.09.1948      | сельхоз            | Акушинский район         | [ ГС 9 ]  |
| 10 | Алиев Нариман Абдулхаликович             | 21.12.1930 — 26.11.2007 | Директор совхоза имени Алиева Дербентского района Дагестанской АССР | 07.12.1973      | сельхоз            | Каякентский район        | [ ГС 10 ] |
| 11 | Алимагомедов Джалалудин Магомедович      | 19.11.1911 — 24.04.1991 | Мастер Гергебильских электросетей Министерства энергетики и электрификации СССР, Дагестанская АССР                                                                        | 20.04.1972      | энергетика         | Гергебильский район      | [ ГС 11 ] |
| 12 | Алимахов Абдула                          | 1898 — ????             | Старший табунщик колхоза имени Ленина Акушинского района Дагестанской АССР                                                                                                | 15.09.1948      | сельхоз            | Акушинский район         | [ ГС 12 ] |
| 13 | Алимова Клавдия Иосифовна                | 19.10.1930 — 11.10.2021 | Управляющая отделением Кизлярского виноградарского совхоза Министерства пищевой промышленности РСФСР, Дагестанская АССР                                                   | 17.03.1981      | сельхоз            | *Рязанская область       | [ ГС 13 ] |
| 14 | Багамаев Султан Султанович               | 06.10.1928 — 13.07.1993 | Бригадир совхоза «Каспий» Каякентского района Дагестанской АССР | 07.12.1973      | сельхоз            | Акушинский район         | [ ГС 14 ] |
| 15 | Бадуев Садрул-Азим                       | 15.05.1921 — 1973       | Бригадир колхоза «Искра» Ботлихского района Дагестанской АССР | 23.06.1966      | сельхоз            | Ботлихский район         | [ ГС 15 ] |
| 16 | Бакатьев Андрей Федорович                | 1892 — ????             | *Звеньевой колхоза «Вперёд», гор. Кизляр Грозненской области | 17.09.1949      | сельхоз            | Кизляр                   | [ ГС 16 ] |
| 17 | Батраев Мамат Тавболатович               | род. 1927               | Бригадир колхоза имени Карла Либкнехта Бабаюртовского района Дагестанской АССР                                                                                            | 23.06.1966      | сельхоз            | Бабаюртовский район      | [ ГС 17 ] |
| 18 | Блажко (Почтарёва) Анастасия Платоновна  | 02.05.1925 — 29.12.2012 | *Звеньевая колхоза «Вперёд», гор. Кизляр Грозненской области | 17.09.1949      | сельхоз            | *Волгоградская область   | [ ГС 18 ] |
| 19 | Бойко Мария Федосеевна                   | 1914 — ????             | *Звеньевая колхоза имени Карла Маркса, гор. Кизляр Грозненской области | 17.09.1949      | сельхоз            | *Чечня                   | [ ГС 19 ] |
| 20 | Болбас Иван Яковлевич                    | 1919 — ????             | *Звеньевой колхоза «Красный восход», гор. Кизляр Грозненской области | 17.09.1949      | сельхоз            | *Бобруйская область      | [ ГС 20 ] |
| 21 | Висаидов Ахмед Матиевич                  | 1926—1982               | Звеньевой механизированного звена кукурузоводов колхоза имени Калинина Хасавюртовского района Дагестанской АССР                                                           | 27.11.1965      | сельхоз            | Хасавюртовский район     | [ ГС 21 ] |
| 22 | Газиев Абдурахман                        | 1913 — ????             | Чабан колхоза «Цудахарский» Левашинского района Дагестанской АССР | 22.03.1966      | сельхоз            | Левашинский район        | [ ГС 22 ] |
| 23 | Гамзатов Расул Гамзатович                | 08.09.1923 — 03.11.2003 | Председатель правления Союза писателей Дагестана, народный поэт Дагестана, гор. Москва                                                                                    | 27.09.1974      | культура           | Хунзахский район         | [ ГС 23 ] |
| 24 | Гереев Магомед-Запир Исмаилович          | род. 15.02.1940         | Бригадир штукатуров строительно-монтажного управления № 3 Чиркейгэсстроя Министерства энергетики и электрификации СССР, Дагестанская АССР                                 | 28.05.1975      | энергетика         | Буйнакский район         | [ ГС 24 ] |
| 25 | Глебова (Давыденко) Александра Сергеевна | 1912 — ????             | *Звеньевая колхоза «Вперёд», гор. Кизляр Грозненской области | 17.09.1949      | сельхоз            | Кизляр                   | [ ГС 25 ] |
| 26 | Горбанёв Василий Александрович           | 21.01.1911 — ????       | Чабан колхоза имени XX партсъезда Тарумовского района Дагестанской АССР                                                                                                   | 22.03.1966      | сельхоз            | Кизлярский район         | [ ГС 26 ] |
| 27 | Григорьянц Ерванд Леонтьевич             | 1889 — 24.08.1955       | *Звеньевой колхоза имени Шаумяна, гор. Кизляр Грозненской области | 17.09.1949      | сельхоз            | *Армения                 | [ ГС 27 ] |
| 28 | Гукасова Эмма Самсоновна                 | 23.06.1928 — 11.09.1994 | Звеньевая колхоза имени Карла Маркса, гор. Кизляр Грозненской области | 17.09.1949      | сельхоз            | *Северная Осетия         | [ ГС 28 ] |
| 29 | Густомясова Валентина Семёновна          | 17.12.1925 — 06.12.1996 | Звеньевая совхоза «Горьковский» Кизлярского района Дагестанской АССР | 08.04.1971      | сельхоз            | Кизлярский район         | [ ГС 29 ] |
| 30 | Давыдова Гюльбоор Шауловна               | 08.03.1892 — 09.06.1983 | Звеньевая колхоза имени Кагановича, гор. Дербент Дагестанской АССР | 27.07.1949      | сельхоз            | Дербентский район        | [ ГС 30 ] |
| 31 | Деревянко Иван Николаевич                | 10.02.1928 — 25.11.1989 | Старший чабан колхоза имени Ленина Кизлярского района Дагестанской АССР                                                                                                   | 23.12.1976      | сельхоз            | *Чечня                   | [ ГС 31 ] |
| 32 | Дингов Георгий Михайлович                | 1907 — ????             | *Звеньевой колхоза имени Шаумяна, гор. Кизляр Грозненской области | 12.07.1950      | сельхоз            | Кизляр                   | [ ГС 32 ] |
| 33 | Загиров Багав Загирович                  | 1910 — ????             | Звеньевой виноградарского совхоза «Муцал Аул» Министерства пищевой промышленности СССР, Хасавюртовский район Дагестанской АССР                                            | 26.09.1950      | сельхоз            | Хасавюртовский район     | [ ГС 33 ] |
| 34 | Зайнулабидов Гитин Абидович              | род. 1928               | Бригадир комплексной бригады строительно-монтажного управления № 7 треста «Дагстрой», гор. Буйнакск Дагестанской АССР                                                     | 27.11.1965      | строительство      | Левашинский район        | [ ГС 34 ] |
| 35 | Игнатьева Мария Емельяновна              | 1909 — ????             | Звеньевая виноградарского совхоза имени Карла Маркса Министерства пищевой промышленности СССР, Дербентский район Дагестанской АССР                                        | 05.10.1949      | сельхоз            | *Волгоградская область   | [ ГС 35 ] |
| 36 | Исаев Мамри Яхьяевич                     | 1888—1961               | Звеньевой колхоза имени Кагановича, гор. Дербент Дагестанской АССР | 27.07.1949      | сельхоз            | Дагестан                 | [ ГС 36 ] |
| 37 | Исаев Мардахай Исаевич                   | 1894 — ????             | Звеньевой колхоза имени Кагановича, гор. Дербент Дагестанской АССР | 27.07.1949      | сельхоз            | Сулейман-Стальский район | [ ГС 37 ] |
| 38 | Исалова Аминат Магомедрасуловна          | род. 07.08.1936         | Доярка колхоза имени Омарова-Чохского Гунибского района Дагестанской АССР                                                                                                 | 22.03.1966      | сельхоз            | Гунибский район          | [ ГС 38 ] |
| 39 | Казиева Хамис Абдусаламовна              | 01.01.1932 — 04.08.2025 | Директор Усишинской средней школы Акушинского района Дагестанской АССР | 01.07.1968      | образование        | Акушинский район         | [ ГС 39 ] |
| 40 | Камбаймагомедова Хамис Магомедовна       | 1925—2002               | Доярка колхоза имени Орджоникидзе Акушинского района Дагестанской АССР | 27.11.1965      | сельхоз            | Акушинский район         | [ ГС 40 ] |
| 41 | Камзолова Александра Ивановна            | 1916 — ????             | *Звеньевая колхоза имени Карла Маркса, гор. Кизляр Грозненской области | 17.09.1949      | сельхоз            | *Краснодарский край      | [ ГС 41 ] |
| 42 | Карагулов Батыр                          | 25.09.1908 — ????       | *Старший чабан племенного овцеводческого совхоза «Червлённые Буруны» Министерства совхозов СССР, Ногайский район Грозненской области                                      | 03.12.1951      | сельхоз            | *Чечня                   | [ ГС 42 ] |
| 43 | Керимов Магомед Хизриевич                | 22.08.1937 — 17.12.2016 | Старший чабан колхоза «Победа» Левашинского района Дагестанской АССР | 06.09.1973      | сельхоз            | Левашинский район        | [ ГС 43 ] |
| 44 | Коваленко Владимир Николаевич            | 16.10.1927 — 18.08.2004 | Бригадир экскаваторной бригады строительно-монтажного управления № 1 Дагестанводстроя Министерства мелиорации и водного хозяйства РСФСР, Дагестанская АССР                | 23.06.1966      | мелиоводхоз        | Кизлярский район         | [ ГС 44 ] |
| 45 | Кулиев Сейфеддин Рамазанович             | 05.07.1908 — 1984       | Бригадир колхоза имени Карла Маркса Хасавюртовского района Дагестанской АССР                                                                                              | 08.04.1971      | сельхоз            | Докузпаринский район     | [ ГС 45 ] |
| 46 | Курбанов Тиномагомед                     | 1925—1996               | Чабан колхоза имени Карла Маркса Чародинского района Дагестанской АССР | 22.03.1966      | сельхоз            | Чародинский район        | [ ГС 46 ] |
| 47 | Кучубеков Артём Иванович                 | 1885 — ????             | *Звеньевой колхоза «Победа», гор. Кизляр Грозненской области | 12.07.1950      | сельхоз            | Кизляр                   | [ ГС 47 ] |
| 48 | Лалаев Аким Христофорович                | 1892 — ????             | *Звеньевой колхоза имени Шаумяна, гор. Кизляр Грозненской области | 12.07.1950      | сельхоз            | *Армения                 | [ ГС 48 ] |
| 49 | Локалова Хажа Муртузалиевна              | 15.12.1920 — 04.03.2002 | Учительница Хунзахской средней школы, Дагестанская АССР | 07.03.1960      | образование        | Хунзахский район         | [ ГС 49 ] |
| 50 | Магомедов Абдулла                        | 1902—1974               | Заведующий коневодческой фермой колхоза имени Ленина Акушинского района Дагестанской АССР                                                                                 | 15.09.1948      | сельхоз            | Акушинский район         | [ ГС 50 ] |
| 51 | Магомедов Абдурашит                      | 1905 — ????             | Заведующий коневодческой фермой колхоза имени Тельмана Гунибского района Дагестанской АССР                                                                                | 15.09.1948      | сельхоз            | Гунибский район          | [ ГС 51 ] |
| 52 | Магомедов Камир                          | 01.09.1905 — 01.10.1962 | Старший табунщик колхоза имени Сталина Гунибского района Дагестанской АССР                                                                                                | 09.10.1949      | сельхоз            | Гунибский район          | [ ГС 52 ] |
| 53 | Магомедов Сапиюла Алиевич                | 15.07.1932 — 24.07.1996 | Бригадир комплексной бригады управления строительства «Чиркейгэсстрой» Министерства энергетики и электрификации СССР, Дагестанская АССР                                   | 13.08.1981      | энергетика         | Буйнакский район         | [ ГС 53 ] |
| 54 | Магомедова Ханум Магомедовна             | 1904—1991               | Звеньевая колхоза имени Ленина Сергокалинского района Дагестанской АССР                                                                                                   | 09.03.1948      | сельхоз            | Сергокалинский район     | [ ГС 54 ] |
| 55 | Марухина (Губа) Александра Николаевна    | 1911 — ????             | *Звеньевая колхоза «Вперёд», гор. Кизляр Грозненской области | 17.09.1949      | сельхоз            | *Кировоградская область  | [ ГС 55 ] |
| 56 | Махмудов Ибрагим Махмудович              | 01.07.1923 — 11.04.2003 | Старший чабан колхоза имени Героев СССР, село Цовкра-2 Кулинского района Дагестанской АССР                                                                                | 27.11.1965      | сельхоз            | Кулинский район          | [ ГС 56 ] |
| 57 | Махулов Магомед Махулович                | 23.02.1915 — 11.04.2021 | Первый секретарь Хунзахского райкома КПСС, Дагестанская АССР | 08.04.1971      | госуправление      | Хунзахский район         | [ ГС 57 ] |
| 58 | Мегеров Рубен Калустович                 | 1880 — 06.02.1960       | *Звеньевой колхоза имени Шаумяна, гор. Кизляр Грозненской области | 12.07.1950      | сельхоз            | *Армения                 | [ ГС 58 ] |
| 59 | Медалиев Афанасий Гаврилович             | 1893 — 05.06.1966       | *Звеньевой колхоза имени Шаумяна, гор. Кизляр Грозненской области | 12.07.1950      | сельхоз            | Дагестан                 | [ ГС 59 ] |
| 60 | Мирзоян Киракос Седракович               | 1909 — ????             | *Звеньевой колхоза имени Шаумяна, гор. Кизляр Грозненской области | 12.07.1950      | сельхоз            | *Иран                    | [ ГС 60 ] |
| 61 | Мужавова Кавсар                          | 02.02.1911 — 06.04.1987 | Доярка колхоза имени XXII партсъезда Ленинского района Дагестанской АССР                                                                                                  | 22.03.1966      | сельхоз            | Карабудахкентский район  | [ ГС 61 ] |
| 62 | Мусагаджиев Гилал Мусагаджиевич          | 15.07.1926 — 27.02.2012 | Старший чабан колхоза «Правда» Дахадаевского района Дагестанской АССР | 08.04.1971      | сельхоз            | Дахадаевский район       | [ ГС 62 ] |
| 63 | Муталимов Муса Махаевич                  | 1927—2012               | Оператор по добыче нефти и газа Ногайского нефтегазодобывающего управления объединения «Дагнефть» Министерства нефтяной промышленности СССР, Дагестанская АССР            | 30.03.1971      | нефтепром          | Левашинский район        | [ ГС 63 ] |
| 64 | Мхитаров Арам Филиппович                 | 1900 — ????             | *Звеньевой колхоза имени Шаумяна, гор. Кизляр Грозненской области | 12.07.1950      | сельхоз            | *Турция                  | [ ГС 64 ] |
| 65 | Мясоедов Евгений Иванович                | 27.12.1915 — 25.05.1990 | Токарь завода «Дагдизель» Министерства судостроительной промышленности СССР, гор. Каспийск Дагестанской АССР                                                              | 26.04.1971      | машиностроение     | *Запорожская область     | [ ГС 65 ] |
| 66 | Насруллаев Гебек Алиевич                 | 25.02.1927 — 02.02.2018 | Машинист машин вытягивания стекла завода «Дагестанские Огни» Министерства промышленности строительных материалов РСФСР, Дагестанская АССР                                 | 07.05.1971      | промстройматериалы | Кайтагский район         | [ ГС 66 ] |
| 67 | Насрутдинов Ильмутдин                    | 01.07.1910 — 31.07.1997 | Председатель колхоза имени XXIII партсъезда Ленинского района Дагестанской АССР                                                                                           | 08.04.1971      | сельхоз            | Карабудахкентский район  | [ ГС 67 ] |
| 68 | Османов Рамазан Хабиевич                 | род. 25.07.1935         | Буровой мастер конторы глубокого разведочного бурения № 1 треста «Дагнефтегазразведка» Министерства нефтедобывающей промышленности СССР, гор. Махачкала Дагестанской АССР | 27.11.1965      | нефтепром          | Курахский район          | [ ГС 68 ] |
| 69 | Пачиков Сергей Михайлович                | 1888 — ????             | *Звеньевой колхоза имени Шаумяна, гор. Кизляр Грозненской области | 17.09.1949      | сельхоз            | *Азербайджан             | [ ГС 69 ] |
| 70 | Рабаданов Рабадан Рабаданович            | 11.07.1933 — 10.03.1996 | Рабочий совхоза имени Алиева Дербентского района Дагестанской АССР | 30.04.1966      | сельхоз            | Акушинский район         | [ ГС 70 ] |
| 71 | Рабаев Авшолум Рабаевич                  | 1904 — 06.02.1978       | Звеньевой колхоза имени Молотова, гор. Дербент Дагестанской АССР | 27.07.1949      | сельхоз            | Дербентский район        | [ ГС 71 ] |
| 72 | Рабаев Соломон Пинхасович                | 1916—1963               | Звеньевой колхоза имени Молотова, гор. Дербент Дагестанской АССР | 27.07.1949      | сельхоз            | Магарамкентский район    | [ ГС 72 ] |
| 73 | Радченко Иван Васильевич                 | 1910 — ????             | *Звеньевой колхоза «Победа», гор. Кизляр Грозненской области | 12.07.1950      | сельхоз            | *Черкасская область      | [ ГС 73 ] |
| 74 | Сабутов Кадыр Янмурзаевич                | 1936—2002               | Старший чабан госплемовцезавода «Червлённые Буруны» Ногайского района Дагестанской АССР                                                                                   | 08.04.1971      | сельхоз            | Ногайский район          | [ ГС 74 ] |
| 75 | Сабутов Камов Баймурзаевич               | 1926—1982               | Старший чабан овцеплемзавода «Червлённые буруны» Ногайского района Дагестанской АССР                                                                                      | 27.11.1965      | сельхоз            | Ногайский район          | [ ГС 75 ] |
| 76 | Склярова Мария Фёдоровна                 | 1907 — ????             | *Звеньевая колхоза имени Карла Маркса, гор. Кизляр Грозненской области | 17.09.1949      | сельхоз            | Дагестан                 | [ ГС 76 ] |
| 77 | Склярова Пелагея Назаровна               | 10.07.1906 — ????       | *Звеньевая колхоза «Победа», гор. Кизляр Грозненской области | 12.07.1950      | сельхоз            | Тарумовский район        | [ ГС 77 ] |
| 78 | Степанов Аванес Амирханович              | 1881 — ????             | *Звеньевой колхоза имени Шаумяна, гор. Кизляр Грозненской области | 12.07.1950      | сельхоз            | *Армения                 | [ ГС 78 ] |
| 79 | Тунелев Алексей Архипович                | 1905 — ????             | *Звеньевой колхоза имени Шаумяна, гор. Кизляр Грозненской области | 12.07.1950      | сельхоз            | Кизляр                   | [ ГС 79 ] |
| 80 | Турлюн Николай Васильевич                | 04.12.1904 — 14.06.1968 | Бригадир совхоза «Кизлярский» Кизлярского района Дагестанской АССР | 27.11.1965      | сельхоз            | *Кировоградская область  | [ ГС 80 ] |
| 81 | Удалов Зиновий Андреевич                 | 1888 — ????             | * Звеньевой колхоза имени Шаумяна, гор. Кизляр Грозненской области | 12.07.1950      | сельхоз            | *Нижегородская область   | [ ГС 81 ] |
| 82 | Улуев Абдулла                            | 1901 — ????             | Заведующий коневодческой фермой колхоза имени Кирова Акушинского района Дагестанской АССР                                                                                 | 15.09.1948      | сельхоз            | Акушинский район         | [ ГС 82 ] |
| 83 | Уроджев Агабек                           | 1898 — ????             | Старший конюх колхоза имени Карла Маркса Докузпаринского района Дагестанской АССР                                                                                         | 15.09.1948      | сельхоз            | Докузпаринский район     | [ ГС 83 ] |
| 84 | Ферзалиев Яхъя Ферзалиевич               | 18.05.1931 — 28.03.2006 | Старший чабан колхоза имени Свердлова Рутульского района Дагестанской АССР                                                                                                | 08.04.1971      | сельхоз            | Рутульский район         | [ ГС 84 ] |
| 85 | Ферзалиева Саимат Керимовна              | 1925 — 1995             | Звеньевая колхоза имени Агасиева Ахтынского района Дагестанской АССР | 30.04.1966      | сельхоз            | Ахтынский район          | [ ГС 85 ] |
| 86 | Ферзилаев Насруллах                      | 1926—2005               | Звеньевой виноградарского совхоза имени Карла Маркса Министерства пищевой промышленности СССР, Дербентский район Дагестанской АССР                                        | 05.10.1949      | сельхоз            | Сулейман-Стальский район | [ ГС 86 ] |
| 87 | Хинчалов Гази Магомедович                | 1884—1983               | Садовод колхоза «Красное Знамя» Лакского района Дагестанской АССР | 30.04.1966      | сельхоз            | Лакский район            | [ ГС 87 ] |
| 88 | Чухнова Дарья Андреевна                  | 12.07.1904 — ????       | *Звеньевая колхоза «Вперёд», гор. Кизляр Грозненской области | 17.09.1949      | сельхоз            | Кизляр                   | [ ГС 88 ] |
| 89 | Шагинова Вера Григорьевна                | 12.09.1916 — 1996       | Крановщица Махачкалинского морского порта Министерства морского флота СССР, Дагестанская АССР                                                                             | 07.03.1960      | транспорт          | *Крым                    | [ ГС 89 ] |
| 90 | Шаламова Антонина Васильевна             | 16.07.1911 — ????       | *Звеньевая колхоза «Вперёд», гор. Кизляр Грозненской области | 17.09.1949      | сельхоз            | Кизлярский район         | [ ГС 90 ] |

## Уроженцы Дагестана, удостоенные звания Героя Социалистического Труда в других регионах СССР
| №  | Фамилия, имя, отчество                  | Даты жизни              | Деятельность | Дата присвоения | Отрасль        | Место рождения          | ГС        |
| -- | --------------------------------------- | ----------------------- | --- | --------------- | -------------- | ----------------------- | --------- |
| 1  | Аджиев Тажудин Ильясович                | 20.04.1886 — ????       | Звеньевой Меркенского свеклосовхоза Министерства пищевой промышленности СССР, Джамбулская область                                                                                          | 08.05.1948      | сельхоз        | Хасавюртовский район    | [ ГС 1 ]  |
| 2  | Алиев Алимирза Алиевич                  | род. 1933               | Машинист бульдозера управления строительства дренажа № 2 треста «Дренажстрой» управления «Голодностепстрой» Министерства мелиорации и водного хозяйства Узбекской ССР                      | 30.04.1966      | мелиоводхоз    |                         |           |
| 3  | Бутома Борис Евстафьевич                | 11.05.1907 — 11.07.1976 | Председатель Государственного комитета Совета Министров СССР по судостроению, гор. Москва                                                                                                  | 23.07.1959      | машиностроение | Махачкала               | [ ГС 2 ]  |
| 4  | Гаджиева (Мурзаева) Зара Абдулвагабовна | 10.06.1922 — 21.10.2009 | Бригадир полеводческой бригады Меркенского свеклосовхоза Министерства пищевой промышленности СССР, Меркенский район Джамбулской области                                                    | 08.05.1948      | сельхоз        | Карабудахкентский район | [ ГС 3 ]  |
| 5  | Гасанов Генрих Алиевич                  | 08.07.1910 — 28.05.1973 | Начальник и главный конструктор бюро Балтийского судостроительного завода имени Серго Орджоникидзе Министерства судостроительной промышленности, гор. Ленинград                            | 30.03.1970      | машиностроение | Дербент                 | [ ГС 4 ]  |
| 6  | Ибрагимова (Велиметова) Имамат          | 1928—2006               | Звеньевая Алма-Атинского табаководческого совхоза Министерства пищевой промышленности СССР, Илийский район Алма-Атинской области                                                           | 06.05.1949      | сельхоз        | Магарамкентский район   | [ ГС 5 ]  |
| 7  | Камбулатов Гаджи Магомед                | 1892 — ????             | Звеньевой Меркенского свеклосовхоза Министерства пищевой промышленности СССР, Меркенский район Джамбулской области                                                                         | 08.05.1948      | сельхоз        | Кайтагский район        | [ ГС 6 ]  |
| 8  | Месяцев Александр Степанович            | 15.01.1911 — 30.11.1972 | Директор каракулеводческого совхоза «Чим-Курган» Кировского района Южно-Казахстанской области                                                                                              | 29.03.1958      | сельхоз        | Ногайский район         | [ ГС 7 ]  |
| 9  | Мороз Василий Андреевич                 | 12.10.1937 — 11.01.2019 | Главный зоотехник колхоза-племзавода имени Ленина Апанасенковского района Ставропольского края                                                                                             | 22.06.1983      | сельхоз        | Кизляр                  | [ ГС 8 ]  |
| 10 | Переверзев Стефан Фёдорович             | 1910—1981               | Комбайнёр лесозащитной станции имени Вильямса Ново-Кубанского района Краснодарского края                                                                                                   | 30.04.1951      | сельхоз        | Хасавюртовский район    | [ ГС 9 ]  |
| 11 | Петров Виктор Данилович                 | 16.03.1926 — 19.04.1993 | Капитан среднего рыболовного траулера «Юнона» Управления сельдяного флота Министерства рыбного хозяйства СССР, Мурманская область                                                          | 07.07.1966      | рыбхоз         | Махачкала               | [ ГС 10 ] |
| 12 | Пресняков Алексей Михайлович            | 1930—1995               | Старший мастер по добыче рыбы большого морозильного рыболовного траулера «Хрусталь» Калининградской базы тралового флота Главного управления «Запрыба» Министерства рыбного хозяйства СССР | 23.01.1974      | рыбхоз         | Кизлярский район        | [ ГС 11 ] |
| 13 | Токаев Ихлас Кардашевич                 | 01.03.1901 — 01.01.1991 | Бригадир полеводческой бригады Меркенского свеклосовхоза Министерства пищевой промышленности СССР, Меркенский район Джамбулской области                                                    | 08.05.1948      | сельхоз        | Кайтагский район        | [ ГС 12 ] |
| 14 | Ударов Григорий Рафаилович              | 03.06.1904 — 28.06.1990 | Заместитель Министра общего машиностроения СССР, гор. Москва | 02.10.1975      | машиностроение |                         | [ ГС 13 ] |
| 15 | Фоменко Владислав Александрович         | 17.09.1932 — 30.10.1988 | Начальник производственного объединения «Камгэсэнергострой» Министерства энергетики и электрификации СССР, Татарская АССР                                                                  | 15.04.1977      | энергетика     | Махачкала               | [ ГС 14 ] |
| 16 | Чупанов Хапиз                           | 1901 — ????             | Звеньевой Меркенского свеклосовхоза Министерства пищевой промышленности СССР, Меркенский район Джамбулской области                                                                         | 08.05.1948      | сельхоз        | Кайтагский район        | [ ГС 15 ] |
| 17 | Шевченко Геннадий Иванович              | 19.08.1929 — 27.08.2020 | Буровой мастер Мангышлакского управления буровых работ объединения «Мангышлакнефть» Министерства нефтяной промышленности СССР, Гурьевская область                                          | 30.03.1971      | нефтепром      | Хасавюртовский район    | [ ГС 16 ] |
| 18 | Эсмухамбетов Наурды Акватович           | 1927—1994               | Старший чабан племенного овцесовхоза «Шелковский» Шелковского района Чечено-Ингушской АССР                                                                                                 | 22.05.1963      | сельхоз        | Ногайский район         | [ ГС 17 ] |
| 19 | Юнусов Али Юнусович                     | 14.10.1936 — 01.10.1987 | Старший чабан совхоза «Турксад» Левокумского района Ставропольского края | 05.12.1985      | сельхоз        | Левашинский район       | [ ГС 18 ] |
| 20 | Яралиев Ярмет                           | 01.07.1912 — 03.06.1980 | Буровой мастер конторы бурения № 1 треста «Ширванбурнефть» Министерства нефтедобывающей промышленности Азербайджанской ССР, гор. Баку                                                      | 23.05.1966      | нефтепром      | Магарамкентский район   | [ ГС 19 ] |

## Герои Социалистического Труда, прибывшие в Дагестан на постоянное проживание из других регионов
| № | Фамилия, имя, отчество | Даты жизни              | Деятельность                                                                 | Дата присвоения | Отрасль | Место проживания | ГС       |
| - | ---------------------- | ----------------------- | ---------------------------------------------------------------------------- | --------------- | ------- | ---------------- | -------- |
| 1 | Пак Моисей             | 21.11.1914 — 30.12.1980 | Звеньевой колхоза имени Микояна Нижне-Чирчикского района Ташкентской области | 17.07.1951      | сельхоз | Кизилюрт         | [ ГС 1 ] |